# Dancing with the Stars
Dancing with the Stars è un programma televisivo statunitense in onda dal 1º giugno 2005 sull'emittente ABC. Dal 2022 viene trasmesso in esclusiva su Disney+.

## Format
Si tratta della versione statunitense del programma originale britannico Strictly Come Dancing. Il format del programma consiste quindi di una competizione di ballo in cui una celebrità viene affiancata ad un ballerino o ad una ballerina professionista. Ogni coppia esegue un determinato tipo di ballo e concorre con le altre coppie, ottenendo un punteggio assegnato dai giudici del programma e i voti assegnati dal pubblico. La coppia che riceve il minor punteggio totale viene eliminata ogni settimana, fino a che non rimane una sola coppia, che viene quindi decretata come vincitrice.

## Conduttori
- Tom Bergeron (1ª stagione – 28ª stagione)
- Lisa Canning (1ª stagione)
- Samantha Harris (2ª stagione – 9ª stagione)
- Brooke Burke-Charvet (10ª stagione – 17ª stagione)
- Erin Andrews (18ª stagione – 28ª stagione)
- Tyra Banks (29ª stagione – 31ª stagione)
- Alfonso RIbeiro (31ª stagione – in corso)
- Julianne Hough (32ª stagione – in corso)

## Giudici
- Carrie Ann Inaba (1ª stagione – in corso)
- Bruno Tonioli (1ª stagione – in corso)
- Len Goodman (1ª stagione – 20ª stagione; 22ª stagione – 28ª stagione; 30ª stagione – 31ª stagione)
- Julianne Hough (19ª stagione – 21ª stagione; 23ª stagione – 24ª stagione)
- Derek Hough (29ª stagione – in corso)

## Edizioni
| Edizione | Numero di coppie | Numero di settimane | Durata                                    | Vincitori                                | Secondo posto                        | Terzo posto                            |
| -------- | ---------------- | ------------------- | ----------------------------------------- | ---------------------------------------- | ------------------------------------ | -------------------------------------- |
| 1ª       | 6                | 6                   | Dal 1º giugno 2005 al 6 luglio 2005       | Kelly Monaco & Alec Mazo                 | John O'Hurley & Charlotte Jørgensen  | Joey McIntyre & Ashly DelGrosso        |
| 2ª       | 10               | 8                   | Dal 5 gennaio 2006 al 24 febbraio 2006    | Drew Lachey & Cheryl Burke               | Jerry Rice & Anna Trebunskaya        | Stacy Keibler & Tony Dovolani          |
| 3ª       | 11               | 10                  | Dal 12 settembre 2006 al 15 novembre 2006 | Emmitt Smith & Cheryl Burke              | Mario López & Karina Smirnoff        | Joey Lawrence & Edyta Śliwińska        |
| 4ª       | 11               | 10                  | Dal 19 marzo 2007 al 22 maggio 2007       | Apolo Anton Ohno & Julianne Hough        | Joey Fatone & Kym Johnson            | Laila Ali & Maksim Chmerkovskiy        |
| 5ª       | 12               | 10                  | Dal 24 settembre 2007 al 27 novembre 2007 | Hélio Castroneves & Julianne Hough       | Mel B & Maksim Chmerkovskiy          | Marie Osmond & Jonathan Roberts        |
| 6ª       | 12               | 10                  | Dal 17 marzo 2008 al 20 maggio 2008       | Kristi Yamaguchi & Mark Ballas           | Jason Taylor & Edyta Śliwińska       | Cristián de la Fuente & Cheryl Burke   |
| 7ª       | 13               | 10                  | Dal 22 settembre 2008 al 25 novembre 2008 | Brooke Burke & Derek Hough               | Warren Sapp & Kym Johnson            | Lance Bass & Lacey Schwimmer           |
| 8ª       | 13               | 11                  | Dal 9 marzo 2009 al 19 maggio 2009        | Shawn Johnson & Mark Ballas              | Gilles Marini & Cheryl Burke         | Melissa Rycroft & Tony Dovolani        |
| 9ª       | 16               | 10                  | Dal 21 settembre 2009 al 24 novembre 2009 | Donny Osmond & Kym Johnson               | Mýa & Dmitry Chaplin                 | Kelly Osbourne & Louis Van Amstel      |
| 10ª      | 11               | 10                  | Dal 22 marzo 2010 al 25 maggio 2010       | Nicole Scherzinger & Derek Hough         | Evan Lysacek & Anna Trebunskaya      | Erin Andrews & Maksim Chmerkovskiy     |
| 11ª      | 12               | 10                  | Dal 20 settembre 2010 al 23 novembre 2010 | Jennifer Grey & Derek Hough              | Kyle Massey & Lacey Schwimmer        | Bristol Palin & Mark Ballas            |
| 12ª      | 11               | 10                  | Dal 21 marzo 2011 al 24 maggio 2011       | Hines Ward & Kym Johnson                 | Kirstie Alley & Maksim Chmerkovskiy  | Chelsea Kane & Mark Ballas             |
| 13ª      | 12               | 10                  | Dal 19 settembre 2011 al 22 novembre 2011 | J.R. Martinez & Karina Smirnoff          | Rob Kardashian & Cheryl Burke        | Ricki Lake & Derek Hough               |
| 14ª      | 12               | 10                  | Dal 19 marzo 2012 al 22 maggio 2012       | Donald Driver & Peta Murgatroyd          | Katherine Jenkins & Mark Ballas      | William Levy & Cheryl Burke            |
| 15ª      | 13               | 10                  | Dal 24 settembre 2012 al 27 novembre 2012 | Melissa Rycroft & Tony Dovolani          | Shawn Johnson & Derek Hough          | Kelly Monaco & Valentin Chmerkovskiy   |
| 16ª      | 12               | 10                  | Dal 18 marzo 2013 al 21 maggio 2013       | Kellie Pickler & Derek Hough             | Zendaya & Valentin Chmerkovskiy      | Jacoby Jones & Karina Smirnoff         |
| 17ª      | 12               | 11                  | Dal 16 settembre 2013 al 26 novembre 2013 | Amber Riley & Derek Hough                | Corbin Bleu & Karina Smirnoff        | Jack Osbourne & Cheryl Burke           |
| 18ª      | 12               | 10                  | Dal 17 marzo 2014 al 20 maggio 2014       | Meryl Davis & Maksim Chmerkovskiy        | Amy Purdy & Derek Hough              | Candace Cameron Bure & Mark Ballas     |
| 19ª      | 13               | 11                  | Dal 15 settembre 2014 al 25 novembre 2014 | Alfonso Ribeiro & Witney Carson          | Sadie Robertson & Mark Ballas        | Janel Parrish & Valentin Chmerkovskiy  |
| 20ª      | 12               | 10                  | Dal 16 marzo 2015 al 19 maggio 2015       | Rumer Willis & Valentin Chmerkovskiy     | Riker Lynch & Allison Holker         | Noah Galloway & Sharna Burgess         |
| 21ª      | 13               | 11                  | Dal 14 settembre 2015 al 24 novembre 2015 | Bindi Irwin & Derek Hough                | Nick Carter & Sharna Burgess         | Alek Skarlatos & Lindsay Arnold        |
| 22ª      | 12               | 10                  | Dal 21 marzo 2016 al 24 maggio 2016       | Nyle DiMarco & Peta Murgatroyd           | Paige VanZant & Mark Ballas          | Ginger Zee & Valentin Chmerkovskiy     |
| 23ª      | 13               | 11                  | Dal 12 settembre 2016 al 22 novembre 2016 | Laurie Hernandez & Valentin Chmerkovskiy | James Hinchcliffe & Sharna Burgess   | Calvin Johnson Jr. & Lindsay Arnold    |
| 24ª      | 12               | 10                  | Dal 20 marzo 2017 al 23 maggio 2017       | Rashad Jennings & Emma Slater            | David Ross & Lindsay Arnold          | Normani Kordei & Valentin Chmerkovskiy |
| 25ª      | 13               | 10                  | Dal 18 settembre 2017 al 21 novembre 2017 | Jordan Fisher & Lindsay Arnold           | Lindsey Stirling & Mark Ballas       | Frankie Muniz & Witney Carson          |
| 26ª      | 10               | 4                   | Dal 30 aprile 2018 al 21 maggio 2018      | Adam Rippon & Jenna Johnson              | John Norman & Sharna Burgess         | Tonya Harding & Sasha Farber           |
| 27ª      | 13               | 9                   | Dal 24 settembre 2018 al 19 novembre 2018 | Bobby Bones & Sharna Burgess             | Milo Manheim & Witney Carson         | Evanna Lynch & Keo Motsepe             |
| 28ª      | 12               | 11                  | Dal 16 settembre 2019 al 25 novembre 2019 | Hannah Brown & Alan Bersten              | Kel Mitchell & Witney Carson         | Ally Brooke & Sasha Farber             |
| 29ª      | 15               | 11                  | Dal 14 settembre 2020 al 23 novembre 2020 | Kaitlyn Bristowe & Artem Chigvintsev     | Nev Schulman & Jenna Johnson         | Nelly & Daniella Karagach              |
| 30ª      | 15               | 10                  | Dal 20 settembre 2021 al 22 novembre 2021 | Iman Shumpert & Daniella Karagach        | JoJo Siwa & Jenna Johnson            | Cody Rigsby & Cheryl Burke             |
| 31ª      | 16               | 10                  | Dal 19 settembre 2022 al 21 novembre 2022 | Charli D’Amelio & Mark Ballas            | Gabby Windey & Valentin Chmerkovskiy | Wayne Brady & Witney Carson            |
| 32ª      | 14               | 11                  | Dal 26 settembre 2023 al 5 dicembre 2023  | Xochitl Gomez & Valentin Chmerkovski     | Jason Mraz & Daniella Karagach       | Ariana Madix & Pasha Pashkov           |
| 33ª      | 13               | 9                   | Dal 17 settembre 2024 al 26 novembre 2024 | Joey Graziadei & Jenna Johnson           | Ilona Maher & Alan Bersten           | Chandler Kinney & Brandon Armstrong    |